# Alice Teodorescu Måwe
 (juillet 2024).
Alice Alexandra Teodorescu Måwe (née le 2 mai 1984) est une femme politique suédoise et ancienne professionnelle du droit de l'organisation d'entrepreneurs suédois Företagarna et une commentatrice libérale-conservatrice sur les questions sociales et politiques. Depuis 2024, elle est membre du Parlement européen.

## Études
Teodorescu Måwe est né à Bucarest, en Roumanie. Elle a fréquenté la Sture Academy, un programme de formation pour les jeunes dirigé par le groupe de réflexion libéral Timbro,.

## Carrière
Après avoir terminé sa formation juridique, elle a travaillé comme stagiaire au bureau bruxellois de Svenskt Näringsliv, puis est devenue stratège en communication pour le journal. Elle a également été éditorialiste pour des journaux tels que Barometern à Oskarshamn et Gotlands Allehanda ,. En 2009, elle a fondé un réseau de femmes appelé En plats i himlen för kvinnor som hjälper varandra (un paradis pour les femmes qui s'entraident).
Teodorescu Måwe "s'est fait connaître comme une débattrice libérale provocatrice et intrépide". Elle a critiqué les quotas de genre dans les conseils d'administration des entreprises et a préconisé une politique d'égalité basée sur l'individualisme plutôt que sur le collectivisme. Elle a également écrit sur l'intégration et l'éducation. En février 2014, elle a attiré beaucoup d'attention en appelant à un débat sur l'émission P1 Debatt de la chaîne 1 de Sveriges Radio pour une définition claire du terme « racisme » et en se demandant si le racisme en Suède était structurel ,,,. Elle a également fait valoir qu’il était temps d’avoir un débat plus nuancé, moins dogmatique et polarisant sur la question. Au cours de la semaine d'Almedalen en juin et juillet 2014, Ali Esbati a refusé de serrer la main de Teodorescu après un débat diffusé en direct entre les deux, ceci après une discussion sur le racisme en Suède. Après le débat, Teodorescu et Esbati ont été critiqués pour ne pas avoir pris en compte les opinions de chacun. Dans un article d'opinion ultérieur dans Svenska Dagbladet, Teodorescu s'est plainte de ce qu'elle considère comme le traitement indulgent du Parti Vert par la presse.
Elle était candidate aux élections européennes de 2024 pour devenir députée du groupe Chrétien-démocrate. Elle a remplacé Sara Skyttedal en tant que tête de liste pour l'élection,. Elle a été élue au Parlement en tant que seule démocrate-chrétienne et prendra ses fonctions le 16 juillet 2024.